# Santo-Pietro-di-Tenda
Santo-Pietro-di-Tenda (kors. Santu Petru di Tenda) – miejscowość i gmina we Francji, w regionie Korsyka, w departamencie Górna Korsyka.
Według danych na rok 1990 gminę zamieszkiwało 291 osób, a gęstość zaludnienia wynosiła 2 osoby/km².